# William F. Sheehan

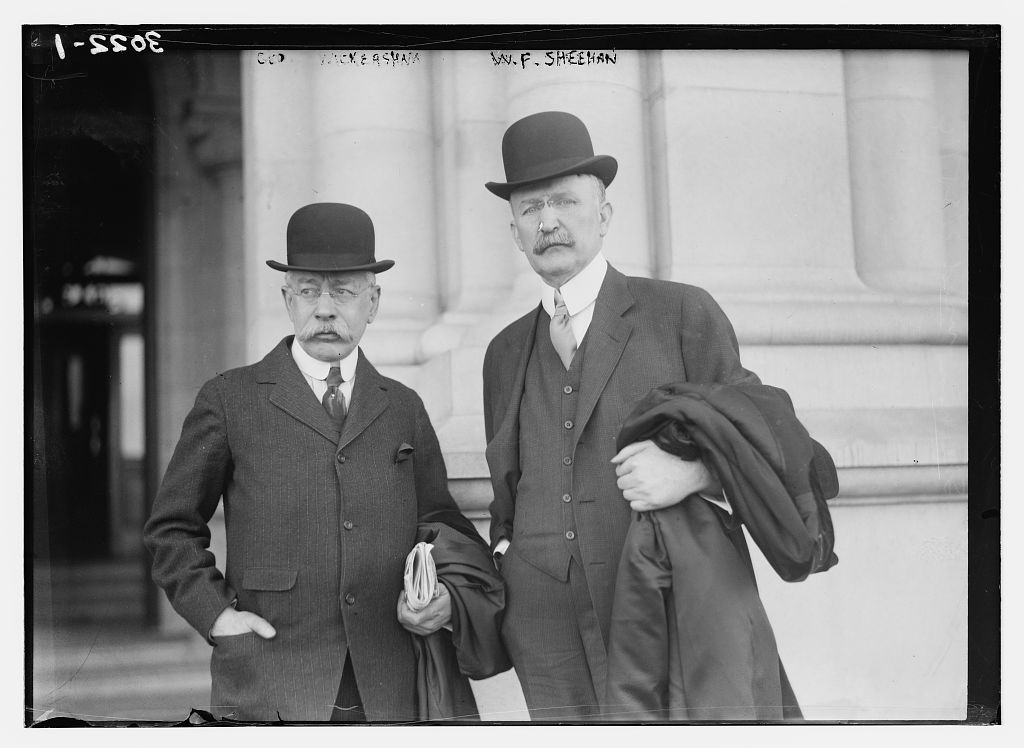
William F. Sheehan (rechts) mit George W. Wickersham (1914)

William Francis Sheehan (* 6. November 1859 in Buffalo, New York; † 14. März 1917 in Manhattan, New York City) war ein US-amerikanischer Rechtsanwalt und Politiker (Demokratische Partei). Während seiner politischen Laufbahn war er als Blue-Eyed Billy bekannt.

## Werdegang
William Francis Sheehan begann seine politische Laufbahn als Clerk in der Kanzlei seines Bruders John Sheehan, der City Controller von Buffalo war, bis ihn Grover Cleveland 1881 von seinem Bürgermeisterstimmzettel entfernen ließ. William war zwischen 1885 und 1891 Mitglied in der New York State Assembly. In dieser Zeit sicherte er die Ernennung seines Bruders John zum Clerk im New York Aqueduct Board und seines Kanzleipartners Charles F. Tabor zum First Deputy des New York State Attorney General. Ferner bekleidete William 1891 den Posten des Speakers in der New York State Assembly.
Sheehan wurde 1891 zum Vizegouverneur von New York gewählt. Er bekleidete diesen Posten zwischen 1892 und 1894. Danach gründete er mit Alton B. Parker eine erfolgreiche Anwaltskanzlei in New York City. Sheehan war zwischen 1889 und 1893 Mitglied im New York Democratic State Committee. Darüber hinaus vertrat er 1891 und 1896 New York im Democratic National Committee. Er nahm 1892 und 1912 als Delegierter an den Democratic National Conventions teil.
Sheehan kandidierte 1911 für den US-Senat, wo er Chauncey Depew als US-Senator von New York nachfolgen sollte. Er wurde durch den demokratischen Wahlausschuss nominiert, allerdings erfolgreich durch eine Gruppe von „Insurgents“, angeführt vom Senator Franklin D. Roosevelt, blockiert.
Danach nahm Sheehan 1915 als Delegierter an der verfassungsgebenden Versammlung von New York teil. Er verstarb 1917 an den Folgen einer Nierenerkrankung in New York City. Sein Leichnam wurde nach Buffalo überführt, wo er auf dem Holy Cross Cemetery beigesetzt wurde.